# Bufo haematiticus
Bufo haematiticus là một loài cóc thuộc họ Bufonidae.
Loài này có ở Colombia, Costa Rica, Ecuador, Honduras, Nicaragua, Panama, và Venezuela.
Môi trường sống tự nhiên của chúng là rừng ẩm vùng đất thấp nhiệt đới hoặc cận nhiệt đới, vùng núi ẩm nhiệt đới hoặc cận nhiệt đới, sông ngòi, vườn nông thôn, và rừng thoái hóa nghiêm trọng.
Chúng hiện đang bị đe dọa vì mất nơi sống.